# Parapontonia nudirostris
Parapontonia nudirostris är en kräftdjursart som beskrevs av Bruce 1968. Parapontonia nudirostris ingår i släktet Parapontonia och familjen Palaemonidae. Inga underarter finns listade i Catalogue of Life.